# 月刊AKB48團體新聞
月刊AKB48團體新聞（日语：／ gekkan ēkēbī fōtīeito gurūpu shinbun */?）是以報導日本女子偶像團體AKB48及其姊妹團體（AKB48集團）為主題的月刊型報紙，2011年12月16日創刊，最初由日刊體育發行，2019年1月起改由株式會社KimiBoku編製、體育日本發行。

## 概要

### 第一代
該報紙為AKB48集團、以及與前者有著「官方對手」關係的坂道系列之專屬報紙，以刊載這兩大偶像系列旗下各團體的凹版寫真、成員訪談、以及公演實況報導為主，版面基本上沒有任何廣告。尺寸為小報、頁數固定為32、全彩色印刷。由日刊體育編輯及發行，發行日為每月第3個星期五。創刊號的封面人物是篠田麻里子、發行數則達35萬份。日本各地的ASA（朝日新聞販售店）、車站士多、便利商店、AKB48 SHOP、AKB48 CAFE&SHOP都有販售。
該報紙實際使用的題字是「月刊AKB48Group新聞」。如有AKB48以外團體的報導版面，該版面會加註針對報導對象的題字，例如「SKE48新聞」、「乃木坂46新聞」等。
2012年12月號初次發行4種不同版本的封面：AKB48是篠田麻里子、大島優子、梅田彩佳，SKE48是松井玲奈、高柳明音、木本花音，NMB48是山本彩、渡邊美優紀、矢倉楓子、藪下柊，HKT48是兒玉遙、宮脇咲良、田島芽瑠。
2018年12月號發行後，日刊體育結束該報紙的編輯及發行工作，同時ASA也不再是該報紙的販售通路。

### 第二代
自2019年1・2月合併號起，該報紙由原日刊體育演藝線記者瀨津真也（主跑AKB48集團）新成立的出版社「KimiBoku」接手製作，發行工作則轉由體育日本負責。除了原有的販售通路之外，還新增在日本亞馬遜、日本Yahoo!購物、7net shopping等網路購物平台販售（7net shopping為稍後加入）。報導主題上不再包括坂道系列，專注於AKB48集團旗下各團的報導及企劃單元。發行日移動至每月第4個星期五，同時調整為當月發行次月號（例如2019年3月號為2019年2月第4個星期五發行）。題字則去除「月刊」兩字改為「AKB48Group新聞」。

## 備考
除了月刊AKB48團體新聞，《朝日新聞》大阪本社發行版亦有在星期一的晚報中刊載專欄「NMB48的課外教學」（NMB48の課外授業）。

## 外部鏈結
第一代
- 月刊AKB48團體新聞編輯部 （页面存档备份，存于）的755帳戶
- 日刊體育新聞社『月刊AKB48團體新聞』介紹網頁 （页面存档备份，存于）

第二代
- AKB48 Group新聞【官方】的X（前Twitter）
- AKB新聞 瀨津真也的X（前Twitter）
- Kappō【AKB48新聞官方吉祥物】的X（前Twitter）
- AKB48Group新聞的Instagram帳戶